# William Orbit
William Orbit, pseudonimo di William Mark Wainwright (Shoreditch, 15 dicembre 1956), è un musicista e produttore discografico britannico.
Noto per aver prodotto l'album Ray of Light (1998) di Madonna. Ha prodotto l'album 13 (1999) dei Blur ed ha remixato  alcune canzoni presenti nell'album. Dopo il successo ottenuto con Madonna ha lavorato con Melanie C delle Spice Girls per il suo primo album solista Northern Star. Noto per aver lavorato anche con il gruppo All Saints (Pure Shores, Black Coffee), Sugababes e Pink (cantante). Notizie non ufficiali lo davano coinvolto nella realizzazione del lavoro solista del batterista dei Queen, Roger Taylor, uscito nel novembre del 2013. Infine, sempre nello stesso periodo, ha lavorato proprio con Roger Taylor e Brian May alla produzione di alcune canzoni registrate nel 1983 da Freddie Mercury e Michael Jackson in California, la cui pubblicazione ha avuto luogo nel 2014. Nello stesso anno, da questo progetto, ha avuto luogo la canzone "There must be more to life than this", registrata come duetto tra Freddie Mercury e Michael Jackson e uscita come singolo nello stesso anno.

## Cronologia
- 1990 - Ha remixato la canzone Justify My Love di Madonna con la versione William Orbit Remix.
- 1994 - Ha remixato la canzone I'll Remember di Madonna con la versione Orbit Remix (4:20).
- 1997 - Ha remixato 3 canzoni dei Blur pubblicate in Bustin' + Dronin' (1998): On Your Own con la versione Crouch End Broadway Mix (4:11) ed un'altra versione Walter Wall Mix (15:00); ha remixato Movin' On con la versione William Orbit Remix (8:00); ha remixato Death of a Party con la versione Billy Whiskers Mix (4:47).
- 1998 - Ha scritto e prodotto l'album Ray of Light di Madonna insieme a Marius De Vries, Patrick Leonard e Madonna.
- 1999 - Ha scritto e prodotto insieme a Madonna il brano Beautiful Stranger per la colonna sonora di Austin Power - The Spy Who Shagged Me (1999); ha remixato Beautiful Stranger con la versione William Orbit radio edit (3:58).
- 1999 - Ha prodotto l'album 13 dei Blur.
- 2003 - Ha lavorato con Pink (cantante) per la canzone Feel Good Time.
- 2000 - Ha scritto e prodotto insieme a Madonna: American Pie e Time Stood Still per la colonna sonora The Next Best Thing (2000); ha prodotto insieme a Madonna 3 canzoni presenti nell'album Music: Runaway Lover, Amazing e American Pie; ha co-prodotto Gone (dall'album Music) insieme a Mark "Spike" Stent.
- 2002 - Ha remixato Electrical Storm degli U2 pubblicata nell'album The Best of 1990-2000.
- 2006 - Ha prodotto 2 canzoni presenti nell'album Rudebox di Robbie Williams: Louise e Summertime.
- 2010 - Ha prodotto l'intero album The House di Katie Melua.
- 2012 - Ha prodotto insieme a Madonna alcune tracce presenti nell'album MDNA (di Madonna): "Some Girls", "I'm a Sinner", "Love Spent", "Masterpiece", "Falling Free", "Beautiful Killer".
- 2013 - Ha prodotto la traccia "Alien" presente nell'album Britney Jean di Britney Spears.
- 2014 - Ha prodotto, insieme a Brian May e Roger Taylor, la traccia There Must Be More To Life Than This di Freddie Mercury (cantata in duetto con Michael Jackson).

## Discografia

### Torch Song
- 1984 - Wish Thing
- 1986 - Ecstasy
- 1987 - Exhibit A
- 1995 - Toward The Unknown Region

### William Orbit
- 1987 - Orbit
- 1987 - Strange Cargo
- 1990 - Strange Cargo 2
- 1993 - Strange Cargo 3
- 1995 - Strange Cargo Hinterland
- 2000 - Pieces in a Modern Style
- 2006 - Hello Waveforms
- 2009 - My Oracle Lives Uptown
- 2010 - Pieces In A Modern Style 2
- 2014 - Orbit Symphonic
- 2014 - Strange Cargo 5
- 2022 - The Painter

### Bassomatic
- 1990 - Set The Controls For The Heart Of The Bass
- 1991 - Science And Melody